# Fosse Soult no 1
La fosse Soult no 1 ou Jean-de-Dieu Soult no 1 de la Compagnie des mines de Thivencelle est un ancien charbonnage du Bassin minier du Nord-Pas-de-Calais, situé à Fresnes-sur-Escaut. Les travaux préliminaires débutent le 18 septembre 1838 et le fonçage commence en 1839. La fosse est mise en service l'année suivante. Dans la même décennie, la fosse Soult no 2 est mise en service à quelques centaines de mètres. Deux terrils sont édifiés à proximité des carreaux de fosse, et des logements sont bâtis à proximité. La fosse est reconstruite à la suite de la Première Guerre mondiale.
La Compagnie des mines de Thivencelle est nationalisée en 1946, et intègre le Groupe de Valenciennes. La fosse cesse d'extraire en 1947. Deux nouvelles cités, Soult Basse et Soult Haute, sont bâties à proximité des fosses. Soult no 1 sert de fosse de service jusqu'en 1955, puis jusqu'en 1970, assure avec d'autres fosses l'aérage de la fosse Ledoux. Le puits est comblé en 1971 et le chevalement détruit sept ans plus tard. Le terril no 183 est exploité.
Au début du XXIe siècle, Charbonnages de France matérialise la tête du puits Soult no 1. La Soginorpa réutilise les bureaux et les ateliers de la fosse, et les cités sont rénovées. Les Grands bureaux sont inscrits aux monuments historiques par arrêté du 12 janvier 2010. La fosse Soult no 1, les Grands bureaux de la compagnie, et la cité Soult Ancienne ont été inscrits le 30 juin 2012 sur la liste du patrimoine mondial de l'Unesco.

## La fosse

### Fonçage
Les travaux débutent le 18 septembre 1838 près du pont de Fresnes sur la rive droite du vieil Escaut, à Fresnes-sur-Escaut, à 750 mètres au sud-est de la fosse Bonne Part des mines d'Anzin. Le fonçage est fait en toute discrétion à partir de 1839 : un hangar est construit afin d'abriter soi-disant une tonnellerie. Un sondage est alors entrepris à l'abri de regards, et pendant ce temps, à Vicq, les palplanches destinées au fonçage du puits sont préparées. À cette époque, la fosse est nommée fosse Lenglet. Elle est établie sur la concession d'Escaupont. L'orifice du puits est situé à l'altitude de 21 mètres. Le terrain houiller est atteint à la profondeur de 95 mètres.
La Compagnie Lenglet fait venir Augustin Bouillez, ancien conducteur de travaux de la Compagnie d'Anzin, qui vient de creuser la fosse Taffin. Augustin Bouillez, en compagnie de son fils, prend la direction du fonçage de la fosse. Les morts-terrains sont très aquifères, leur traversée est assez difficile mais le 12 mai 1840, lorsqu'à 160 mètres de profondeur, une troisième veine exploitable, d'un excellent charbon un quart gras, est découverte, tous les ouvriers entreprennent un pèlerinage à la Basilique Notre-Dame de Bon-Secours.

### Exploitation
L'extraction commence en 1840, la production au début est assez faible. La fosse Lenglet devient fosse Soult à une date inconnue mais c'est sans doute par reconnaissance envers Jean-de-Dieu Soult que la Compagnie de Thivencelles rebaptise sa fosse de Fresnes. Il avait contribué au développement de la Compagnie.

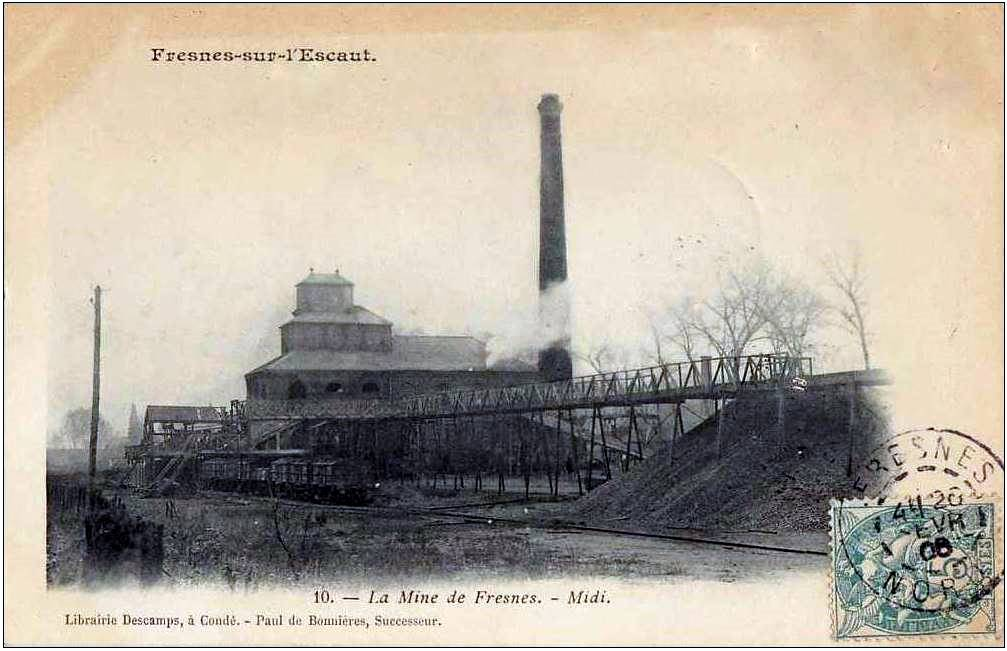
La fosse vers 1906.

En 1845, une galerie de reconnaissance est exécutée au niveau de 170 mètres à travers bancs. À peu de distances du puits, les infiltrations d'eau ont commencé. Une petite galerie montante de reconnaissance a été essayée, mais l'eau n'a fait qu'affluer plus abondamment, car la galerie s'approchait davantage du grès vert, gorgé d'eau. Une machine d'épuisement a été installé à cette époque et est occupée à enlever l'eau qui s'introduit continuellement dans les travaux.
Vers 1886, le dernier étage d'extraction est à 344 mètres, et le fond du puits à 354 mètres. En 1894, la fosse Soult produit 46 165 tonnes de charbon.
La fosse Soult no 1 est reconstruite après la Première Guerre mondiale. Le 1er décembre 1923 est terminé le raval du puits de 414 à 600 mètres. L'approfondissement du puits a permis de découvrir des veines déjà recoupées par les fosses des mines d'Anzin de Vieux-Condé et Fresnes-sur-Escaut. Dans les années 1920, la production est de 95 900 tonnes, et 92 245 tonnes en 1939.
La Compagnie des mines de Thivencelle est nationalisée en 1946, et intègre le Groupe de Valenciennes. La fosse Soult no 1 cesse d'extraire en 1947. De 1947 à octobre 1955, elle est utilisée comme puits de service, puis, avec d'autres fosses, elle assure l'aérage de la fosse Ledoux jusqu'en 1970. Le puits, profond de 583 mètres, est comblé en 1971 et le chevalement abattu au début de l'année 1978

### Reconversion
Au début du XXIe siècle, Charbonnages de France matérialise la tête du puits Soult no 1. Le BRGM y effectue des inspections chaque année. Il subsiste les bureaux et les ateliers, qui sont occupés par une des antennes de la Soginorpa. La fosse Soult no 1 fait partie des 353 éléments répartis sur 109 sites qui ont été inscrits le 30 juin 2012 sur la liste patrimoine mondial de l'Unesco. Elle constitue une partie du site no 6.

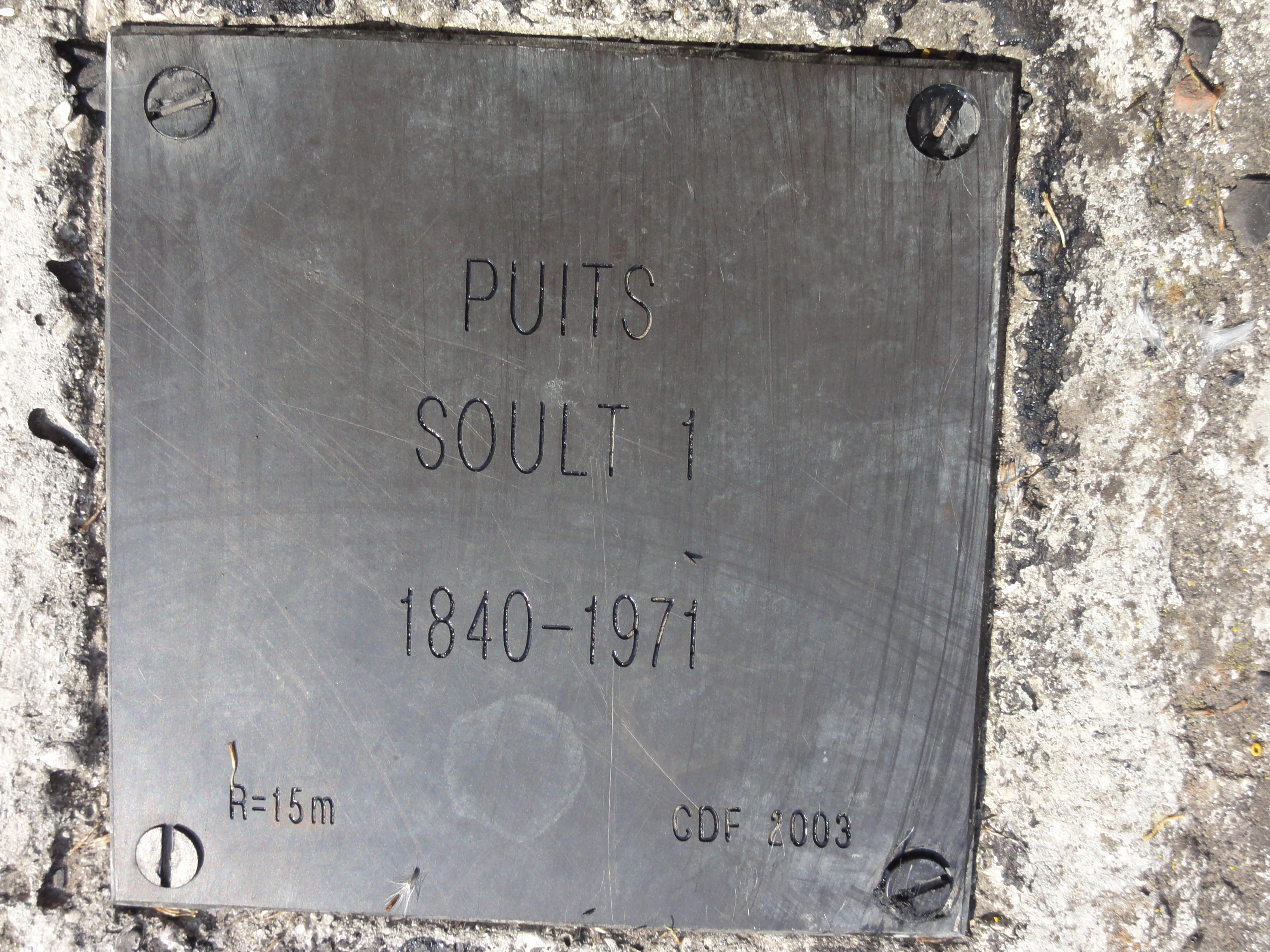
« Puits Soult 1, 1840-1971 ».
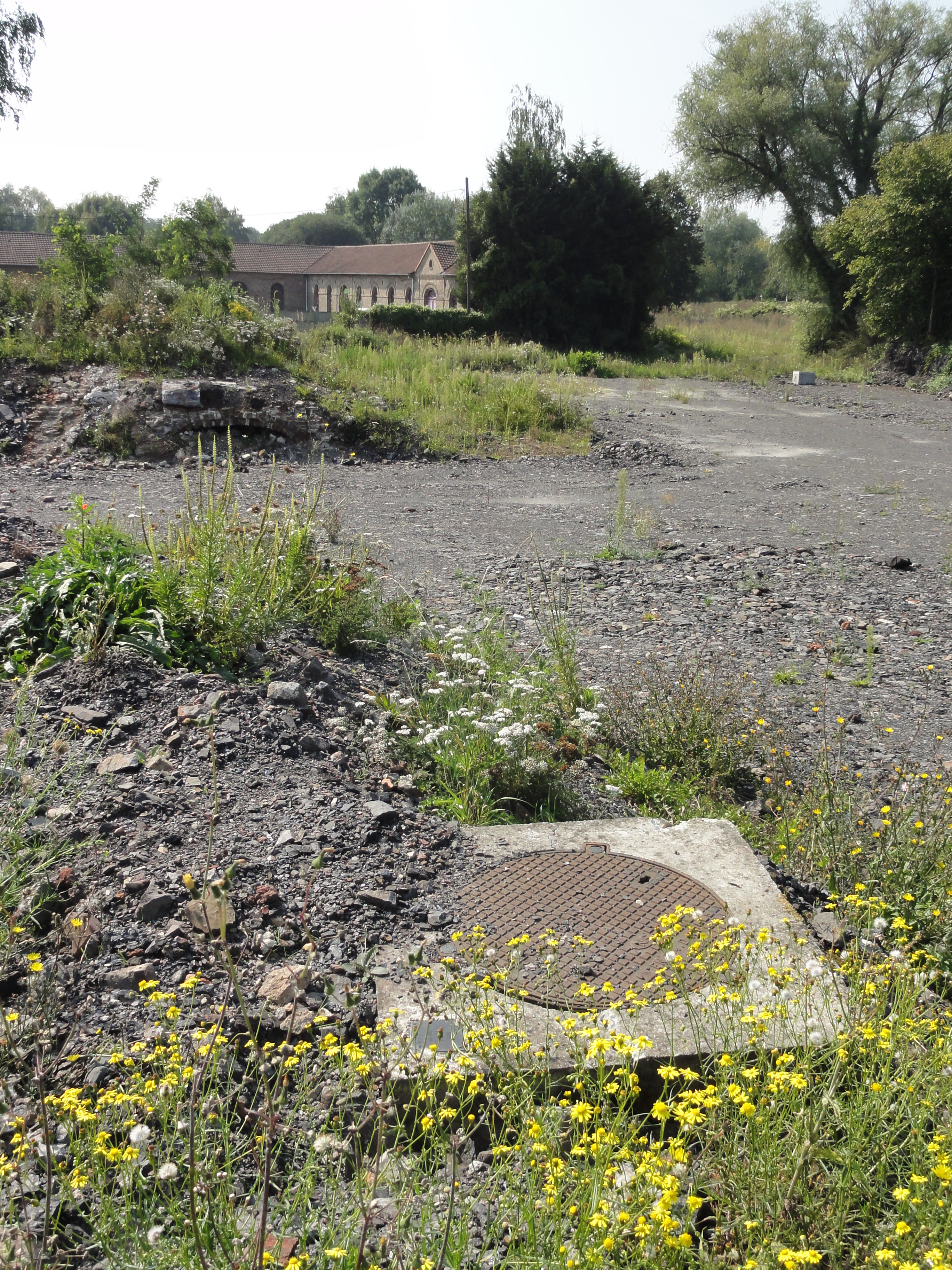
La tête de puits matérialisée.
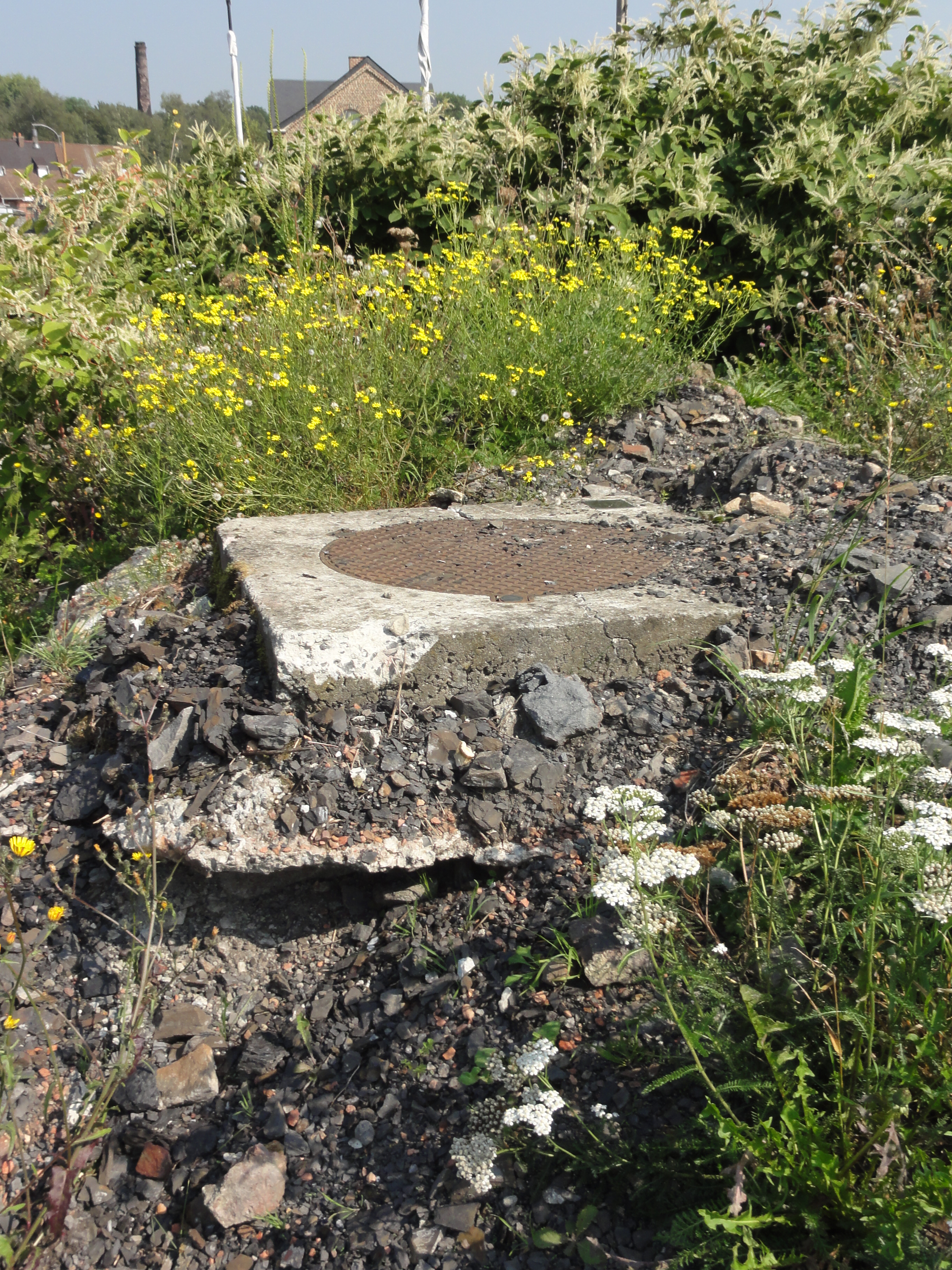
La tête de puits matérialisée.
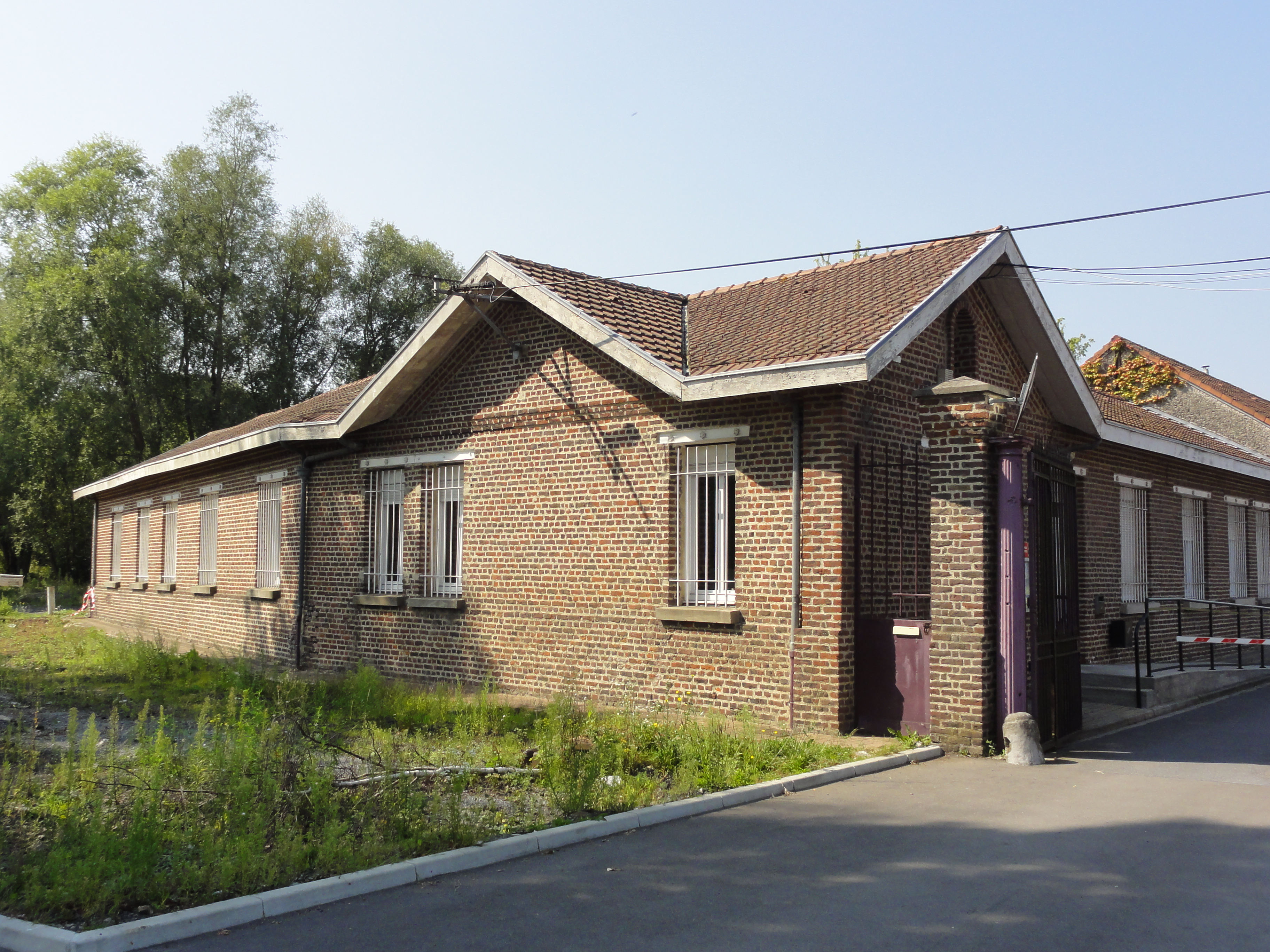
Les bâtiments subsistants.
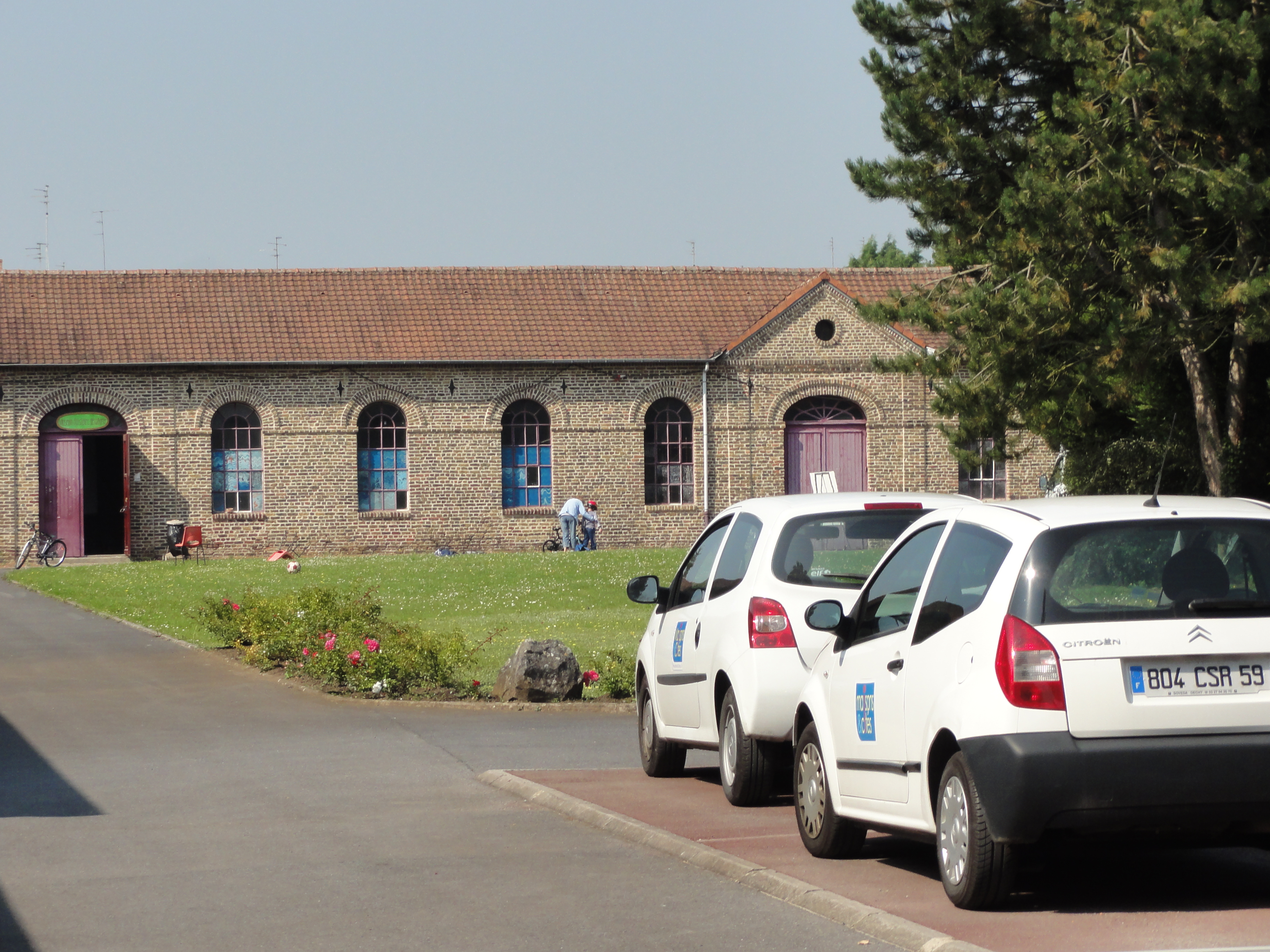
Les bâtiments subsistants.
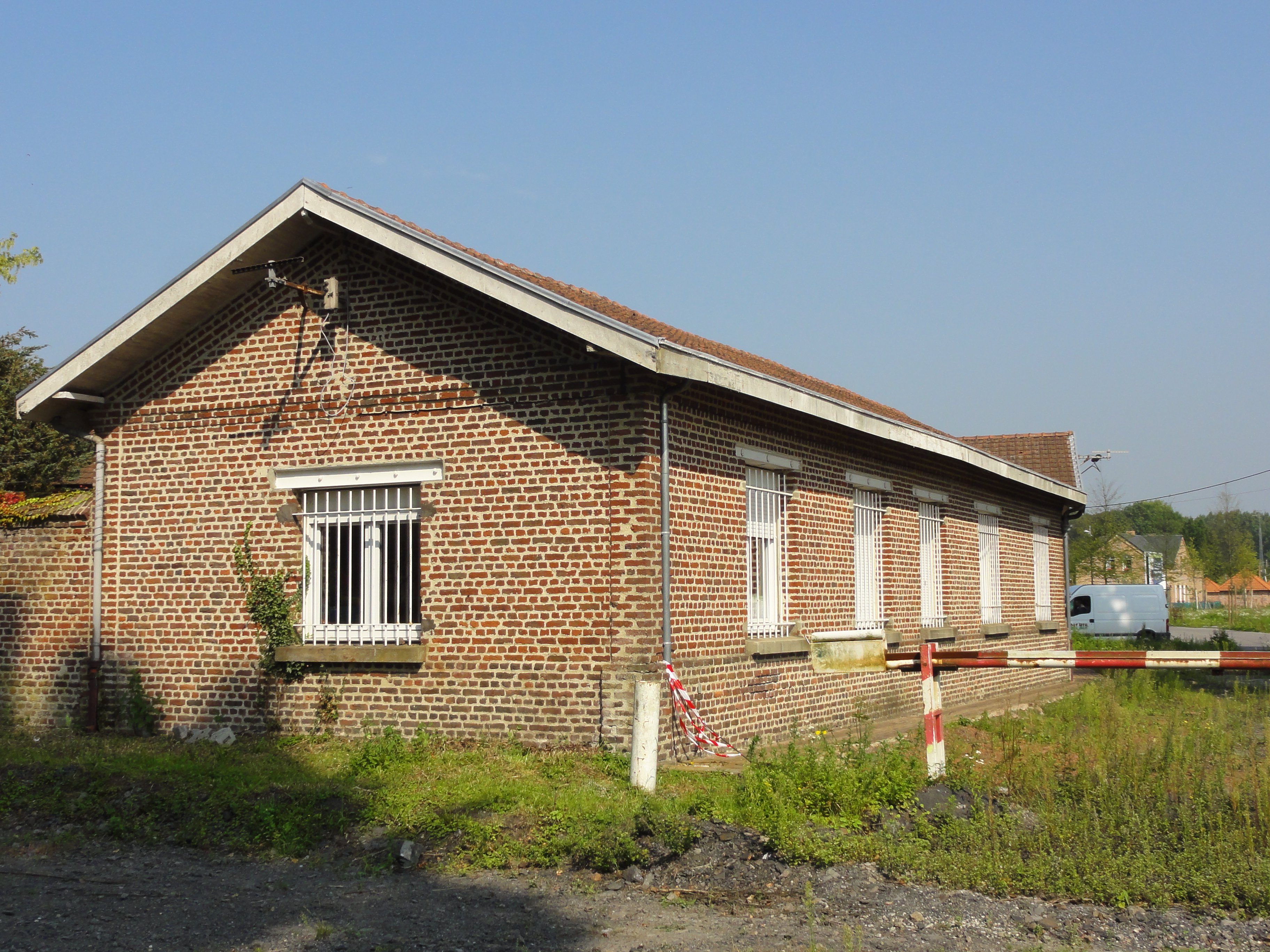
Les bâtiments subsistants.

## Les terrils

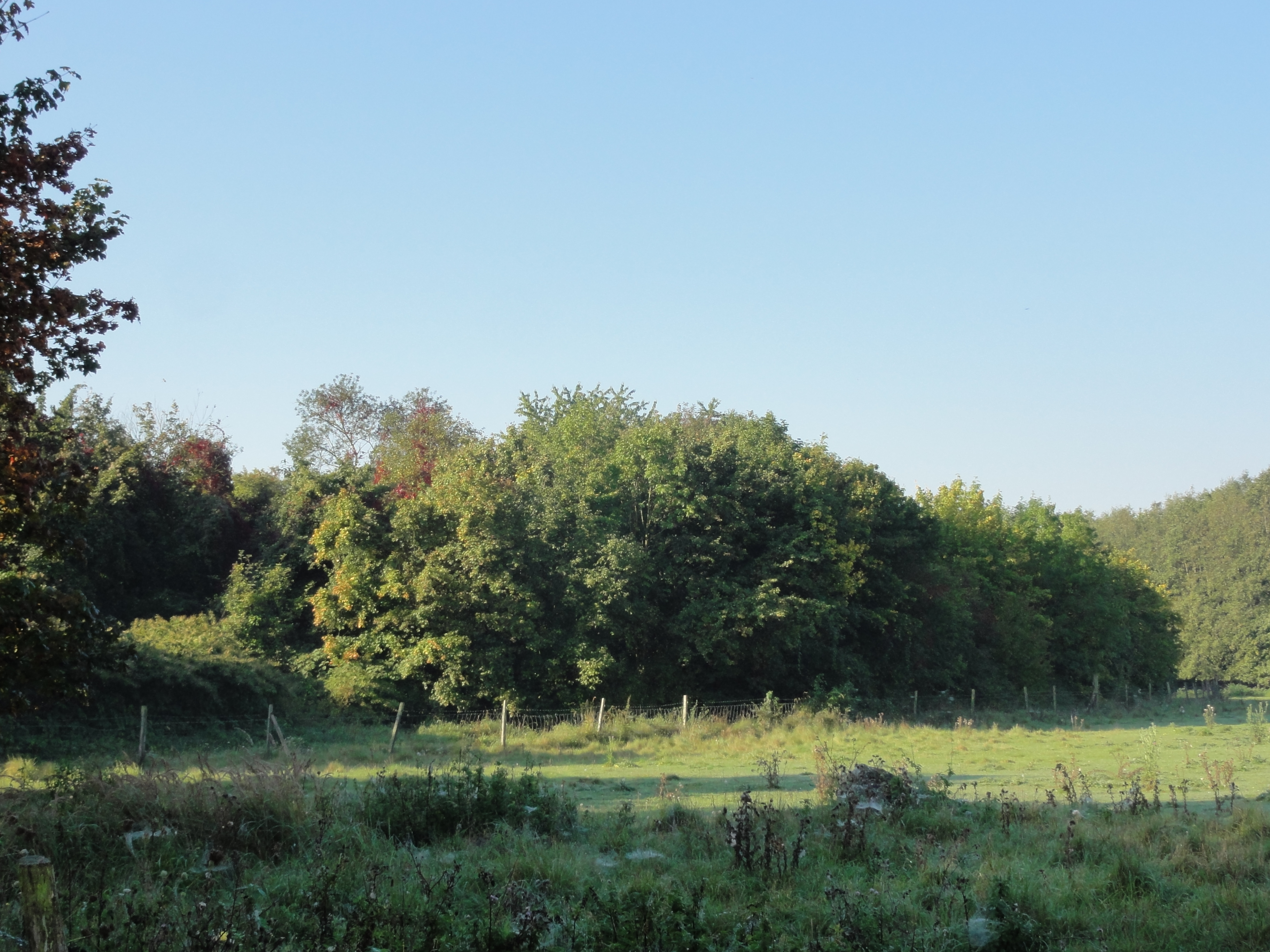
Le terril Soult.

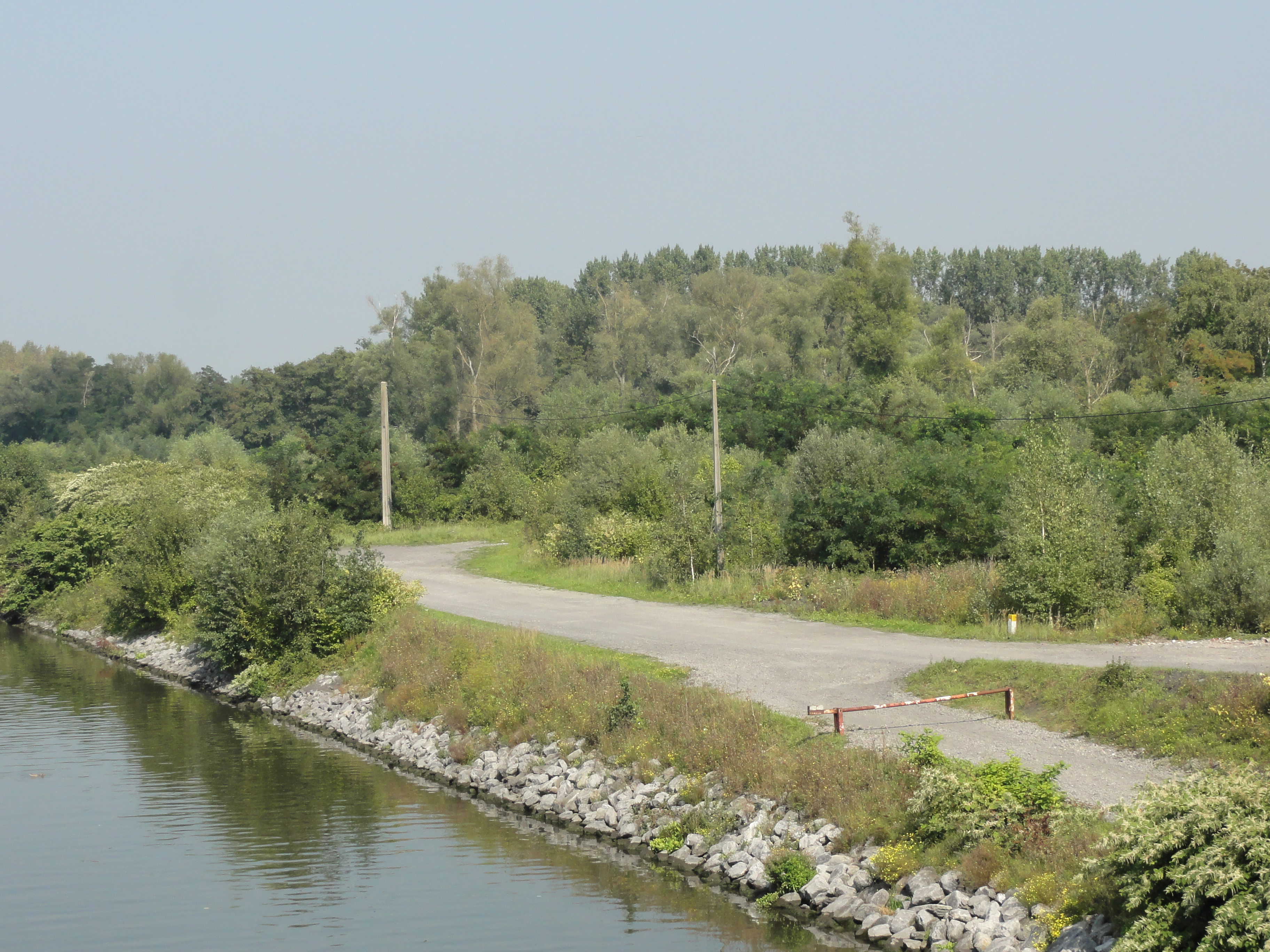
Le terril Cavalier de Soult.

Deux terrils résultent de l'exploitation des fosses Soult nos 1 et 2.

### Terrilno183, Soult
50° 25′ 31″ N, 3° 34′ 17″ E
Le terril no 183, Soult, situé à Fresnes-sur-Escaut, est le terril des fosses Soult nos 1 et 2. Il est entièrement boisé.

### Terrilno235, Cavalier de Soult
50° 25′ 38″ N, 3° 35′ 00″ E
Le terril no 235, Cavalier de Soult, situé à Fresnes-sur-Escaut, est un terril cavalier qui permettait à la ligne ferroviaire reliant les fosses Soult des mines de Thivencelle à la fosse Saint-Pierre en passant par-dessus l'Escaut.

## Les Grands bureaux
50° 25′ 55″ N, 3° 34′ 43″ E

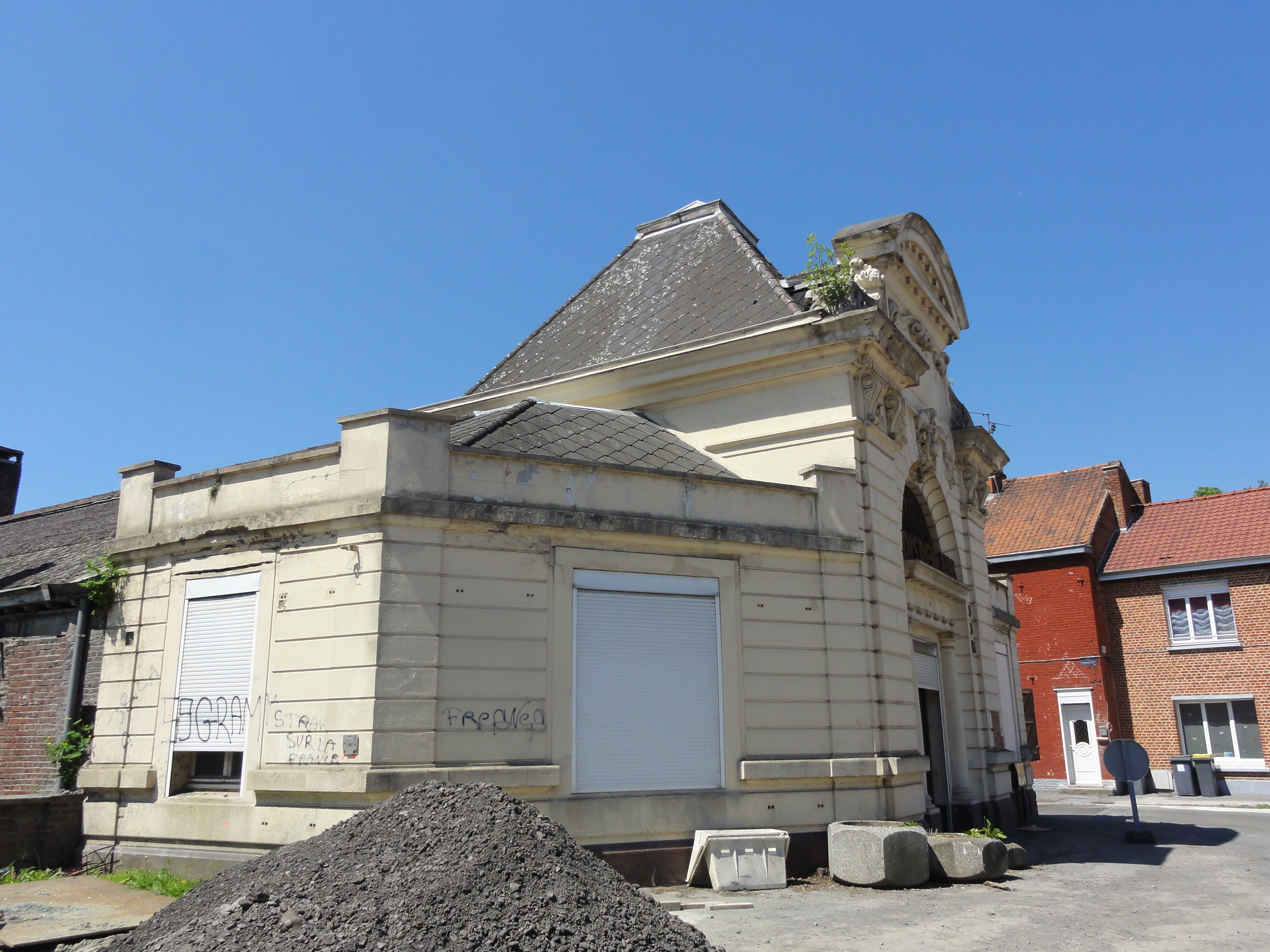
Les Grands bureaux en 2012.

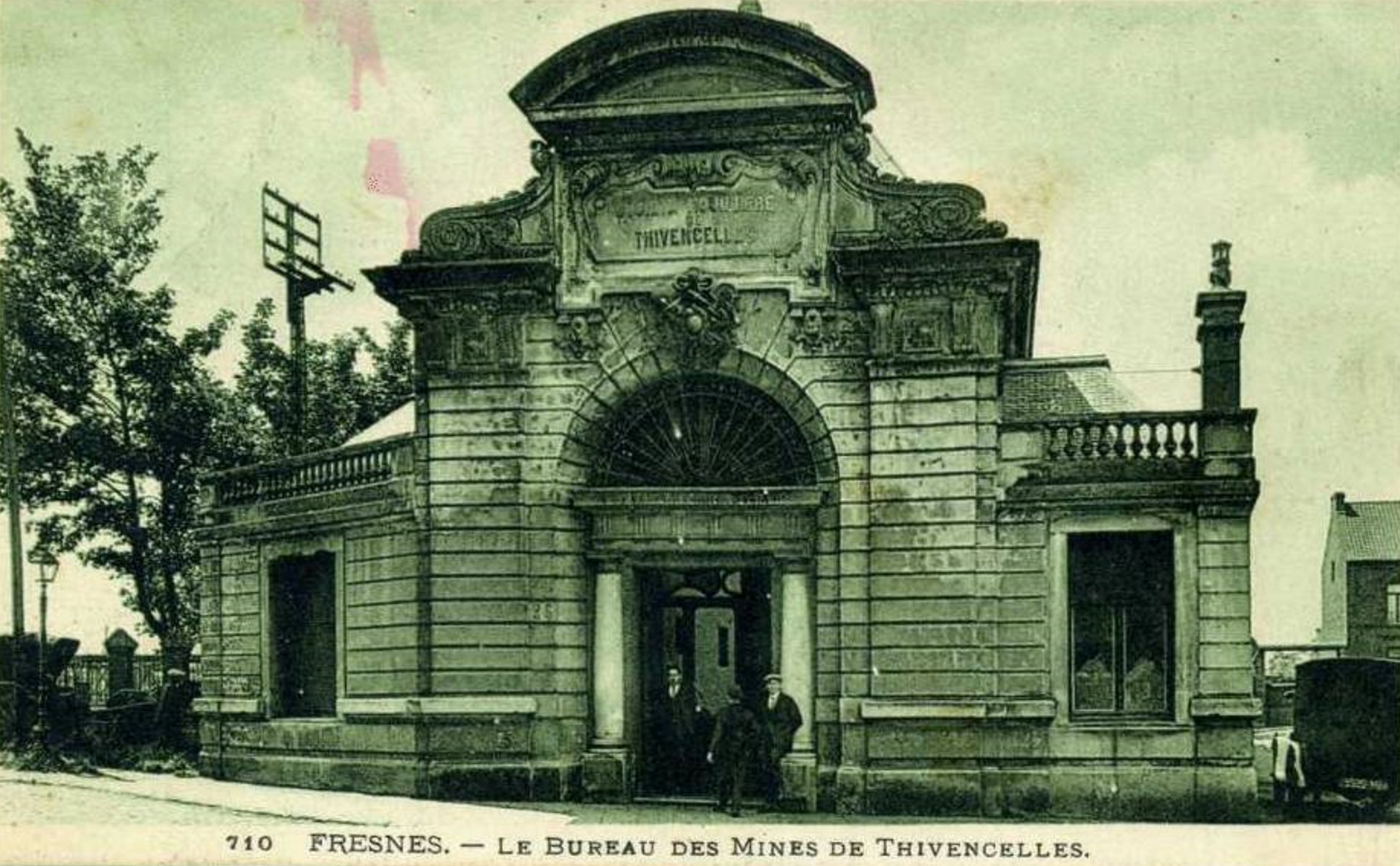
Les Grands bureaux vers 1900.

Les façades et les toitures du pavillon d'entrée des Grands bureaux de la Compagnie des mines de Thivencelle, sis 36, rue du Maréchal-Soult avec entrée par la rue Zamenhof, sont inscrits aux monuments historiques par arrêté du 12 janvier 2010
Les Grands bureaux font partie des 353 éléments répartis sur 109 sites qui ont été inscrits le 30 juin 2012 sur la liste patrimoine mondial de l'Unesco. Ils constituent une partie du site no 6.

## Les cités
Trois cités sont bâties à proximité des fosses Soult nos 1 et 2, et sont communes à celles-ci. Toutes trois sont situées à Fresnes-sur-Escaut.

### Cité Soult Ancienne

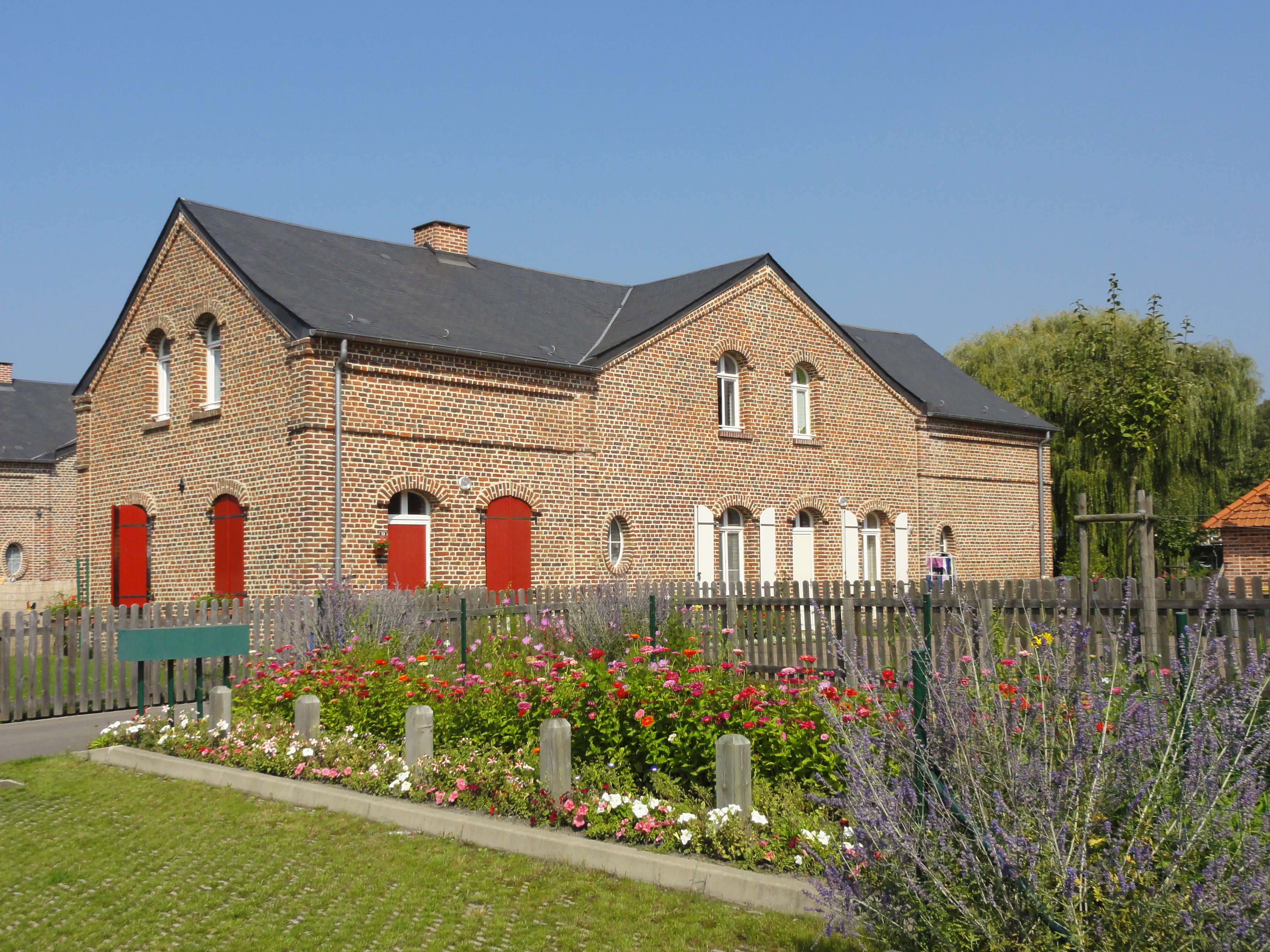
La cité Soult Ancienne.

La cité Soult Ancienne est constituée de dix pavillons constituée chacun de quatre logements (deux après les rénovations). Ces pavillons construits en 1873 ont une architecture semblable aux ateliers de la fosse Soult no 1. Les maisons sont faites de briques et couvertes d'ardoises. Chaque façade comprend un œil-de-bœuf.
La cité Soult Ancienne fait partie des 353 éléments répartis sur 109 sites qui ont été inscrits le 30 juin 2012 sur la liste patrimoine mondial de l'Unesco. Elle constitue une partie du site no 6.

### Cité Soult Basse

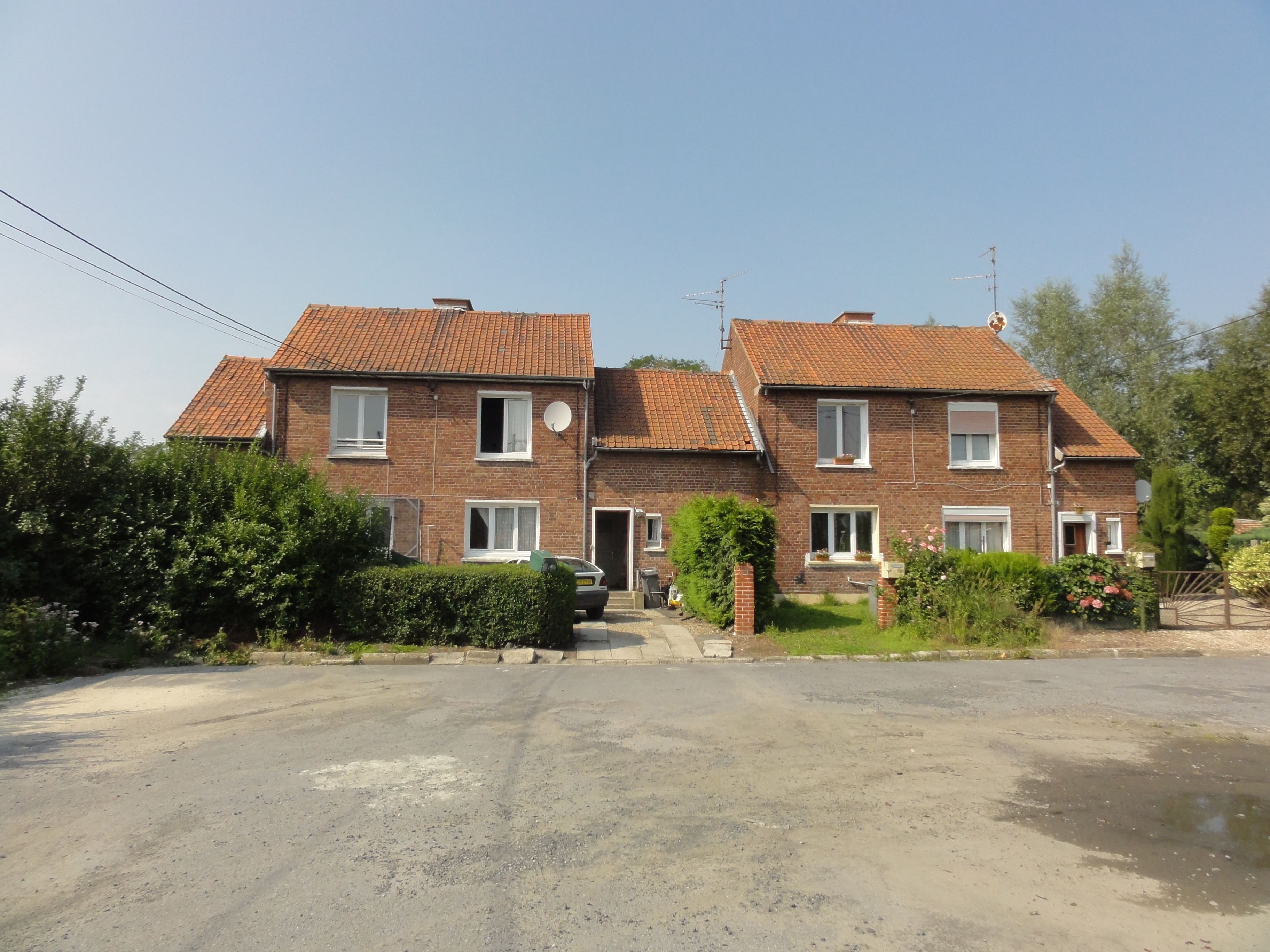
La cité Soult Basse.

La cité Soult Basse est constituée d'habitations post-Nationalisation de modèles assez variés.

### Cité Soult Haute

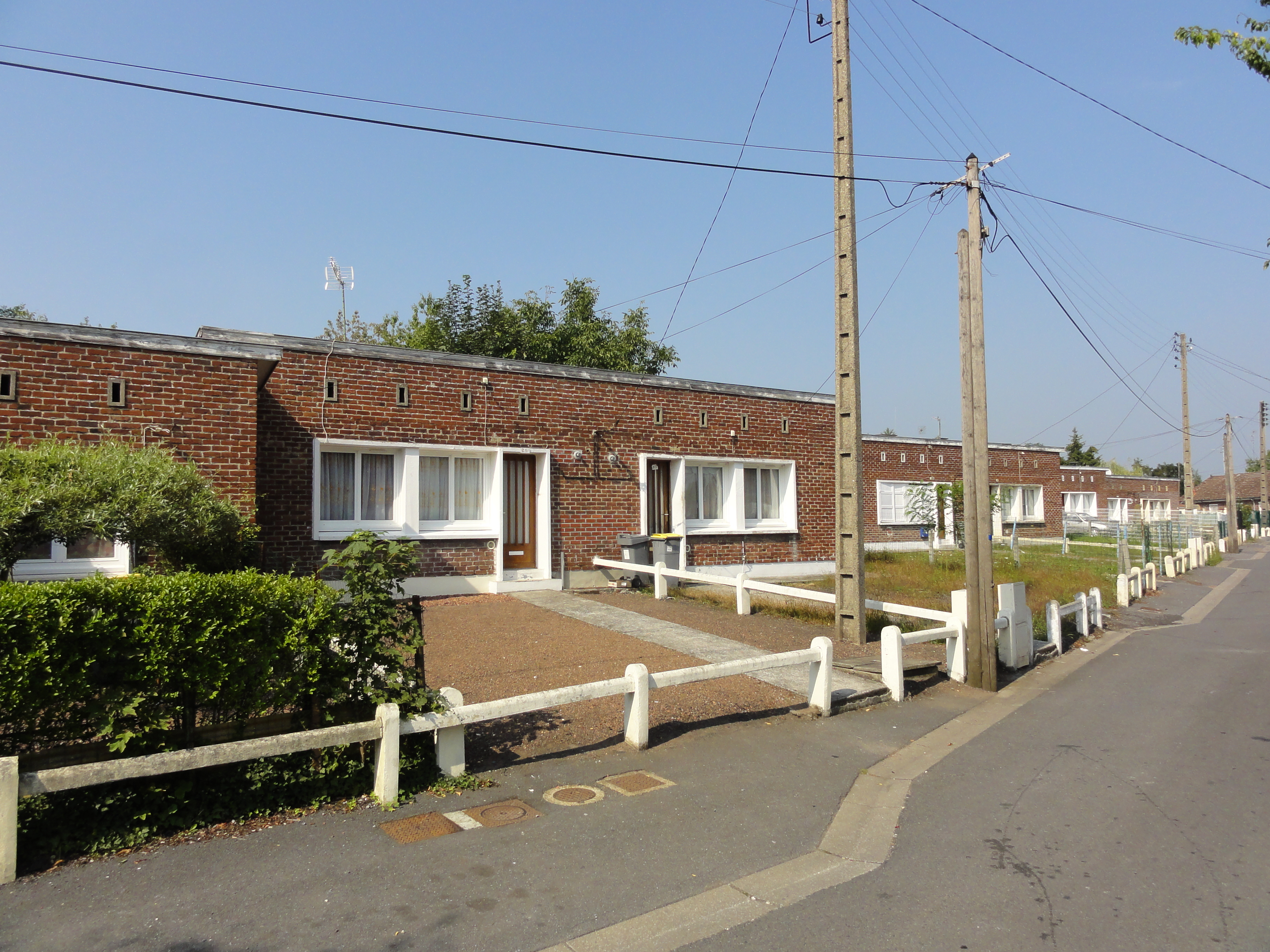
La cité Soult Haute.

La cité Soult Haute a été construite entre les fosses et l'Escaut, et est constituée uniquement d'habitations post-Nationalisation de plain-pied.